# Dravískos
Dravískos (Draviskos) är en ort i Grekland.   Den ligger i prefekturen Nomós Serrón och regionen Mellersta Makedonien, i den nordöstra delen av landet, 300 km norr om huvudstaden Aten. Dravískos ligger 85 meter över havet och antalet invånare är 1 488.
Terrängen runt Dravískos är kuperad österut, men västerut är den platt. Terrängen runt Dravískos sluttar västerut.Runt Dravískos är det glesbefolkat, med 19 invånare per kvadratkilometer. Närmaste större samhälle är Néa Zíchni, 12,5 km norr om Dravískos. Trakten runt Dravískos består till största delen av jordbruksmark.